# Gyrinus frosti
Gyrinus frosti är en skalbaggsart som beskrevs av Henry Clinton Fall. Gyrinus frosti ingår i släktet Gyrinus och familjen virvelbaggar. Inga underarter finns listade i Catalogue of Life.